# Lily (film)
Lily (fr. Pieds nus sur les limaces) – francuski film dramatyczny z 2010 roku w reżyserii Fabienne Berthaud.

## Opis fabuły
Dwie dorosłe i całkiem inne od siebie siostry Clara (Diane Kruger) i Lily (Ludivine Sagnier), po śmierci matki znów zamieszkują razem. Clara pod wpływem siostry zmienia swoje dotychczasowe życie.

## Obsada
- Diane Kruger jako Clara
- Ludivine Sagnier jako Lily
- Brigitte Catillon jako Odile
- Denis Ménochet jako Pierre
- Jacques Spiesser jako Paul
- Jean-Pierre Martins jako Jonas